# Saladoide
Saladoide és una cultura arqueològica que es va difondre pel Carib oriental. Correspon a la migració de grups arauacs des del nord-est de Veneçuela cap a les Antilles Menors. Aquests grups van ser originaris del curs sota del riu Orinoco, prop de les poblacions modernes de Saladero i Barrancas a Veneçuela. Com es desconeix el nom del poble que portava aquesta cultura, se'n diu saladoides, en referència al lloc de Saladero on es troben restes de ceràmica característiques. Alguns autors consideren que els portadors d'aquesta cultura són antecessors dels lucayos que vivien en les Bahames al moment del contacte colombí.

## Cronologia
El període Saladoid inclou les quatre subcultures següents, definides per estils ceràmics.
- Cultura Hacienda Grande (250 aC - 300)
- Cultura Cuevas (400-600)
- Cultura Prosperidad (1-300)
- Cultura Coral Bay-Longford (350-550)[1]

## Migració saladoide
Cap al 500 al 280 a C, aquest poble es va assentar en les Antilles Menors i van arribar fins a Puerto Rico. En totes les Antilles es van sobreposar als ortoiroides, que van ser els primers habitants de les illes. Amb el temps es van convertir en una gran proporció del que es denomina la cultura del Carib. Un artefacte característic saladoide és un petit objecte amb forma d'ocell raptora nativa de Sud Amèrica fabricat amb materials exòtics com ara ametista, cristall de quars, i fusta fossilitzada.

## Ceràmica
Pobles de la conca inferior del riu Orinoco que viatjaven per mar van migrar i es van establir en llocs que s'estenen pel nord fins a Puerto Rico. Atès que eren un poble horticultor, inicialment es van assentar en terres humides i fèrtils que els permetien desenvolupar les seves habilitats. Aquestes comunitats de amerindis eren una cultura que parlava arawak, amb una tradició de ceramistes.
Els saladoides coneixien la fabricació de la ceràmica. Les restes d'ella són molt característics, solen presentar una decoració bicroma combinant blanc, vermell i negre com a pigments. Alguns dels artefactes més representatius són unes planxes que empraven per a enfornar el pa de mandioca, però també confeccionaven gerres, plats i un altre tipus de recipients d'ús quotidià.

## Identitat ètnica i lingüística
Amb base en l'anàlisi dels materials arqueològics, s'ha suggerit que els portadors de la cultura saladoide anessin avantpassats dels taínos i els lucayos, pobles que predominaven a la regió del Carib en el moment que Cristòfor Colom va arribar a Amèrica. Atès que els saladoides procedeixen del nord-est de Veneçuela, és segur que fossin pobles de llengua maipureana, alguns autors han proposat que la seva llengua estava pròximament relacionada amb el guajiro que es parla al nord de Colòmbia.